# 海拉镇
海拉镇，是中华人民共和国贵州省毕节市威宁彝族回族苗族自治县下辖的一个乡镇级行政单位。
2015年12月8日，贵州省人民政府批复同意撤销海拉乡建制，设置海拉镇，撤乡设镇后行政区域和政府驻地不变。

## 行政区划
海拉镇下辖以下地区：
海明村、元丰村、卫星村、海昌村、海元村、海星村、江边村、文炉村、新村、花果村、平原村、黑多村、新海村、红光村、东风村、火箭村、石平村和草原村。